# Calliotropis chuni
Calliotropis chuni is een slakkensoort uit de familie van de Eucyclidae. De wetenschappelijke naam van de soort is voor het eerst geldig gepubliceerd in 1904 door Martens.